# ماثيو بيلشر
ماثيو بيلشر (بالإنجليزية: Mathew Belcher)‏ هو ربان ‏ أسترالي، ولد في 20 سبتمبر 1982 في غولد كوست في أستراليا.

## وصلات خارجية
- ماثيو بيلشر على موقع الاتحاد الدولي للملاحة الشراعية (موقع جديد) (الإنجليزية)
- ماثيو بيلشر على موقع الاتحاد الدولي للملاحة الشراعية (موقع قديم) (الإنجليزية)
- ماثيو بيلشر على موقع اللجنة الأولمبية الدولية (الإنجليزية)
- ماثيو بيلشر على موقع أوليمبيديا (الإنجليزية)
- ماثيو بيلشر على موقع اللجنة الأولمبية الأسترالية (الإنجليزية)